# Ямаска (река)
Ямаска́ (фр. Yamaska) — южный приток реки Святого Лаврентия, впадающий в неё в бухте Лавальер. Река берёт своё начало в Аппалачах и впадает в реку Святого Лаврентия ниже Сорель-Траси. Площадь её водосборного бассейна составляет 4784 км², а на его территории в 1997 проживало 230 800 человек.
Интенсивная обработка земли берегов Ямаски и её притоков превратили её в одну из самых загрязнённых рек в Квебеке.

## Топонимия
Название Ямаска появилось в XVII веке. До этого река носила название «река Жэн», которое было дано в 1609 Самюэлем де Шампленом. Когда поместье Ямаска было пожаловано Мишелю Ленёфу де Лавальеру, река называлась уже «река Сава́н». «Ямаска» происходит от выражения на языке абенаки и означает «тростниковые заросли» или «место, где много травы». Название реки характеризует её болотистое устье при впадении в залив Лавальер. Оно может также происходить от алгонкинского «hia muskeg», что означает «река в болотистой местности» или «река с тинистой водой». Как и многие другие индейские топонимы, это название претерпело многочисленные орфографические изменения, а элемент «Маска» дал название графству Ле-Маскутен.

## География

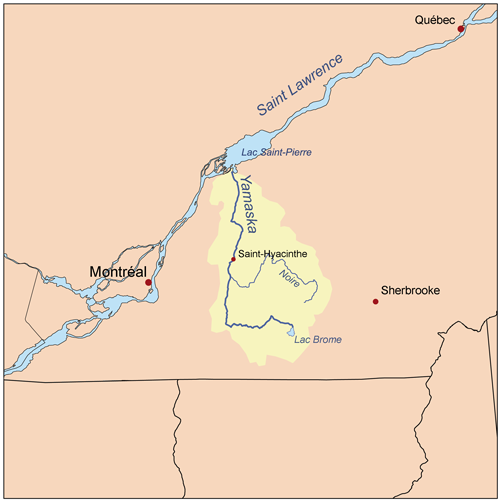

Река Ямаска зарождается на высоте 193 м на севере озера Бром, имеющего площадь 15 км² и расположенного у Лак-Брома. Она начинает течь в западном направлении до города Фарнема. Этот отрезок расположен в предгорьях Аппалачей и здесь в него впадают два притока: река Ямаска-Нор, протекающая через Гранби и Ямаска-Сюд-Уэст, на которой стоит Кауансвилл.
В Фарнеме она поворачивает на север и попадает на низменность Святого Лаврентия, по которой она спокойно протекает. В Сен-Дамазе в неё впадает основной приток Нуар, далее она протекает через крупнейший на её берегах населённый пункт Сент-Иасент. Далее она течёт к своему устью в озере Сен-Пьер к западу от бухты Сен-Франсуа.

### Гидрография
Площадь водосборного бассейна Ямаски — 4784 км². Её средний расход воды в устье — 87 м³/с. Такой расход считается относительно слабым по сравнению с расходом воды в соседних с Ямаской притоках: в реке Ришельё (330 м³/с) и в реке Сен-Франсуа (190 м³/с). Между тем, он может значительно изменяться и достигать максимум 887 м³/с и минимум 0,9 м³/с. Режим реки снего-дождевой с максимальным расходом воды весной и осенью и маловодьем летом и зимой.
В бассейне Ямаски мало озёр, и лишь у шести из них площадь превышает квадратный километр. Из этих шести лишь три являются естественными озёрами: озёра Бром, Рокстон и Уотерлу.

### Графства и муниципалитеты по течению реки
- Бром-Миссискуа: Лак-Бром, Бромон, Бригем, Фарнем
- Верхняя Ямаска: Сент-Альфонс-де-Грамбе
- Рувиль: Анж-Гардьен, Сен-Сезер
- Ле-Маскутен: Сен-Дамаз, Сент-Иасент, Сен-Барнабе-Сюд, Сен-Симон, Сент-Юг, Сен-Луи, Сен-Марсель-де-Ришельё
- Пьер-Десорель: Сент-Эме, Массювиль, Сен-Давид, Ямаска
- Николе-Ямаска: Сен-Франсуа-дю-Лак

## Фауна
Река Ямаска сильно загрязнена, и её ихтиологическое разнообразие значительно сократилось от 70 видов в 1963—1971 до 33 видов в 2003. Основная рыба, обитающая в реке — чёрный голавль (Catostomus commersonii). Вместе с ним реку населяют карповые. В наиболее загрязнённых местах обитает бурый налим (Ameiurus nebulosus). Основные виды для спортивного рыболовства: маскинонг (Esox masquinongy), щука (вид Esox), чёрный окунь (вид Micropterus), судак (вид Sander), жёлтый окунь (Perca fluviatilis), бурый налим и солнечник. Правительство Квебека провело несколько зарыблений с целью увеличить потенциал спортивного рыболовства. Зарыбление производилось такими видами, как бурая форель (Salmo trutta), радужная форель (Oncorhynchus mykiss), маскинонг, судак, жёлтый окунь, налим, малоротый чёрный окунь (Micropterus dolomieu) и американский голец (Salvelinus fontinalis).
Различные экспедиции на гору Ямаска позволили описать 15 видов земноводных и одну рептилию, полосатого ужа (Thamnophis sirtalis). Основные земноводные, встречающиеся в реке: тёмная саламандра (Desmognathus fuscus), лесная лягушка (Lithobates sylvaticus) и зелёная лягушка (Lithobates clamitans). Бухта Лавальер у устья считается крупной зоной распространения земноводных, между тем из-за браконьерства популяция лягушек-быков (Lithobates catesbeianus), зелёных и леопардовых (Lithobates pipiens) лягушек сокращается.

## Народная культура
По легенде Каликса Лавалле после своего концерта в Сент-Иасенте уединился у реки, и волны реки вдохновили его сочинить мелодию O Canada, национального гимна Канады.